# Xylolocha capucina
Xylolocha capucina är en fjärilsart som beskrevs av Thierry-mieg 1892. Xylolocha capucina ingår i släktet Xylolocha och familjen mätare. Inga underarter finns listade i Catalogue of Life.